# Appunti di informatica libera
Appunti di informatica libera è un vasto manuale d'informatica in italiano redatto da Daniele Giacomini tra il 1997 e il 2013 e dedicato principalmente al software libero, con particolare riferimento a GNU/Linux. L'opera, ritenuta completa ed esaustiva, affronta diversi aspetti della disciplina: dall'hardware al software, dalle piattaforme di rete ai linguaggi di programmazione e di markup, dalle licenze ai contesti applicativi.

## Storia
Nato nel 1997, con il titolo di Appunti Linux, il manuale è stato in seguito rinominato, nel 2000, con il titolo attuale di Appunti di informatica libera --- anche se dopo il 2010 l'autore ha utilizzato preferibilmente la sigla «a2».
L'opera era infatti inizialmente concepita per esigenze personali, che facevano riferimento al sistema GNU Linux su piattaforma hardware x86, ma in seguito la trattazione si è estesa ai sistemi operativi riconducibili alla piattaforma Unix.
L'ultima versione, denominata 2013.11.11, è stata annunciata come definitiva dallo stesso Giacomini. I file dell'edizione 2013.11.11 contengono l'indicazione del sito informaticalibera.net come punto di riferimento per l'opera; tuttavia, i file contrassegnati con la sigla 2013.11.11a sono stati ritoccati a mano per togliere tale informazione.
Prima della conclusione definitiva, l'opera è stata integrata da un lavoro su circuiti logici e architettura del computer, ma in inglese, denominato From the ground up, e abbreviato con la sigla «a3». Nel volume VI si vede l'inizio di questo lavoro in italiano.

## Contenuti
Pur se impostata in funzione del software libero, la trattazione comprende anche sezioni di carattere generale utili ad apprendere in modo razionale i rudimenti dell'informatica, ma fondamentalmente è una guida di riferimento per l'utente che inizia ad avvicinarsi al mondo dell'informatica libera.
Sebbene l'organizzazione e la suddivisione dei contenuti siano cambiate nel tempo, adattandosi a ripetuti aggiornamenti ed estensioni,
la forma finale è organizzata in cinque volumi più un sesto volume spurio, ognuno avente una quantità di pagine tale da rendere agevole la stampa personale e la rilegatura.
I Sistemi GNU/Linux
tratta estesamente dell'uso e dell'amministrazione dei sistemi e dei relativi servizi locali o di rete, come la posta elettronica o i firewall.
II Scrittura e pubblicazione
riguarda le tecniche di tipografia digitale di documenti e ipertesti, da LaTeX al mondo del Web con HTML e PHP.
III Programmazione
spazia dal C in ambiente POSIX alle basi di dati.
IV os32
è un corso sui sistemi operativi per architetture x86.
V Didattica in laboratorio
è un corso pratico sull'uso di fogli di calcolo e software gestionale.
VI a0
contiene materiale incompiuto.

## Diffusione
Distribuito con licenza GNU General Public License, e da febbraio 2007 anche sotto GNU Free Documentation License, è disponibile sia in forma elettronica, sia in forma cartacea. La distribuzione elettronica avviene principalmente attraverso Internet Archive e tante altre riproduzioni, tra cui spiccano quelle del PLUTO e di ILS.
Le pubblicazioni cartacee di rilievo sono quelle seguenti:
- un'edizione tratta dalla versione 2001.01.30, denominata Appunti di informatica libera economici, ISBN 88-86422-43-1, pubblicato da Systems Comunicazioni srl;
- un'edizione integrale stampata a richiesta da Edizioni Marco Valerio, disponibile presso https://web.archive.org/web/20111120030243/http://www.marcovalerio.com/libreria/product_info.php?products_id=247 .

Come si può leggere nell'introduzione, l'autore è anche disponibile a inviare, gratuitamente, una copia del suo lavoro in un CD/DVD-ROM.

## Caratteristiche tecniche
L'opera è realizzata in SGML, secondo il formato di Alml. Il sorgente è costituito principalmente da un file SGML che supera gli 80 MB e da una raccolta di immagini in vari formati che non sono state incorporate nel file SGML stesso. Il file SGML, oltre al testo, comprende immagini in vari formati (come FIG, PostScript, Gnuplot, TeX, LaTeX e altro) e file allegati che dopo la compilazione appaiono riprodotti regolarmente in una directory apposita. Il meccanismo dei file allegati, quando sono in formati binari, è simile a quello che si usa nella posta elettronica.